# Меріме Хадід
Меріме Хадід (нар. 11 жовтня 1969 року в Касабланці) — мароккансько-французька астрономка, дослідниця та астрофізик. Керує міжнародними полярними науковими програмами і відповідальна за встановлення великої астрономічної обсерваторії в центрі Антарктиди. Меріме Хадід у списку 30 найцікавіших працівників у світі, результати діяльності яких викликають захоплення, за версією журналу «Форбс».

## Життєпис
Народилася 11 жовтня 1969 року в Касабланці в скромній марокканській сім'ї. Її батько був ковалем, а мати — домогосподаркою. Вона була однією з семи дітей. У 12 років виявила любов до астрономії, прочитавши книгу Йоханнеса Кеплера, подаровану братом.
У 1992 році Хадід закінчила Університет Хасана II Касабланки з магістерським ступенем з фізики та математики. У 1993 році — університет Ніцци Софія Антиполіс за спеціальністю Майстер перспективних досліджень, через три роки здобула PhD в галузі астрономії і космосу в Тулузькому університеті. Метою її досліджень було виявлення гіперзвукових ударних хвиль в пульсуючих зірок і пояснення їхнього походження. Хадід також здобула вищу кваліфікаційну освіту Habilitation HDR і пройшла кілька освітніх програм у школі уряду Джона Ф. Кеннеді Гарвардського університету.
З 2001 року у шлюбі з Жаном Вернінос, директором з наукових досліджень Центру національних наукових досліджень.

## Кар'єра
Меріме Хадід спочатку працювала у Національному центрі наукових досліджень, потім — у Європейській південній обсерваторії. Вона працювала над установкою The Very Large Telescope — найбільшого телескопа у світі в той час, в пустелі Атакама на півночі Чилі. Також вона входить до керівного комітету Міжнародного астрономічного союзу.
Хадід стала першою з марокканців з французьких астрономів, що дійшли до центру Антарктиди, і вперше в 2005 році встановила арабський (марокканський) прапор в Антарктиді під час експедиції для створення нової обсерваторії. З її численних досягнень найціннішим була робота в екстремальних умовах в центрі Антарктиди — в одному з найхолодніших, найбільш пустельних і недоступних місць у світі. 
Хадід вважається першою у світі жінкою-астрономкою, що проводить велику новаторську роботу і прагне встановити велику астрономічну обсерваторію в Антарктиді. В інтерв'ю Хадід порівнювала установку обсерваторії з космічною місією, в області, що характеризується лише тонким шаром турбулентності, що полегшує спостереження далеких об'єктів у порівнянні з обсерваторіями в інших частинах світу. Оскільки там ніч триває протягом декількох місяців, вчені на станціях Антарктиди мають перевагу в тому, що вони можуть вивчати зірки 24/7.
Меріме Хадід сприяє розвитку освіти, читаючи лекції, відвідуючи конференції, займаючись наставництвом, а її документальний фільм з астрономії Тарік Аннуджа демонструвався на дитячому каналі Al Jazeera. Її дослідження спрямовані на те, щоб зрозуміти і розшифрувати формування ранньої зірки, зоряну еволюцію і пульсацію й розуміння Всесвіту.

## Основні досягнення
- Премія «Арабські жінки року» в галузі науки від Університету Регента в Лондоні (2015 р.)[12][11]
- Офіцер ордену Уіссама Алауїта, наданого королем Марокко[10]
- Молоді світові лідери на Всесвітньому економічному форумі (2008)[11]